# Recettore della glicina
Il recettore della glicina (abbreviato GlyR o GLR, dall'inglese glycine receptor) è un recettore ionotropico del neurotrasmettitore amminoacidico glicina. Quando GlyR lega la glicina extracellulare, apre il suo poro centrale e permette il passaggio degli anioni cloruro: la corrente generata è effettrice delle sue funzioni. È uno dei recettori inibitori più ampiamente distribuiti nel sistema nervoso centrale e ha ruoli importanti in una varietà di processi fisiologici, specialmente nella mediazione della trasmissione inibitoria tra midollo spinale e tronco encefalico.

## Struttura
Il recettore è un complesso proteico di circa 250 kD organizzato in cinque subunità che circondano un poro centrale. Le subunità di questo recettore si classificano in α e β, a seconda che la loro struttura sia in grado o meno di legare la glicina. Ciascuna subunità è composta da quattro segmenti transmembrana ad α elica. Attualmente si conoscono 4 isoforme della subunità α di GlyR (GlyRα1 o GLRA1, GlyRα2 o GLRA2, GlyRα3 o GLRA3 e GlyRα4 o GLRA4) e una singola subunità β (GLRB).
Le subunità α sono in grado di formare omopentameri funzionali, infatti la forma fetale presente in Homo Sapiens di questo recettore è composta unicamente da cinque subunità α. La forma adulta invece, potrebbe essere costituita da tre subunità α1 e due subunità β o quattro subunità α1 e una subunità β. La subunità β non è in grado di formare canali funzionali senza subunità α.

### Proteine annesse
È stato dimostrato che la gefirina è necessaria per l'ancoraggio di GlyR al citoscheletro e per il suo raggruppamento alle sinapsi inibitorie. È noto che GlyR si localizza nella membrana plasmatica delle sinapsi inibitorie assieme al recettore GABA A su alcuni neuroni dell'ippocampo. Tuttavia, alcune eccezioni possono verificarsi nel sistema nervoso centrale dove il recettore GlyR può non essere accoppiato a quello per il GABA.

## Patologie
L'interruzione dell'espressione superficiale dei GlyR o la ridotta capacità dei GlyR espressi di condurre gli ioni cloruro provoca il raro disturbo neurologico, l'iperekplexia. Si tratta di un disturbo genetico caratterizzato da una risposta esagerata a stimoli uditivi o visivi imprevisti, a cui segue una rigidità muscolare temporanea ma completa, spesso con conseguente caduta. Le lesioni croniche conseguenti alle cadute sono sintomatiche del disturbo. In alcuni casi una mutazione in GLRA1 (sostituzione del residuo Arg271 con una glutammina o una leucina) è la responsabile della sindrome dell'uomo rigido.

## Ligandi

### Agonisti
Il recettore può essere attivato da una serie di amminoacidi semplici tra cui glicina, L-alanina, D-alanina, β-alanina, L-prolina, L-serina e taurina, ma può anche essere attivato da molecole più complesse come l'ivermectina, la quisqualamina o il THC.

### Effettori allosterici positivi
GlyR viene regolato allostericamente in maniera positiva (cioè aumenta la sua funzione) da: etanolo e toluene.

### Antagonisti
La proteina viene bloccata nella sua attività dalla stricnina, antagonista competitivo della glicina molto affine al sito di legame di quest'ultima, e dalla caffeina. Quando il recettore è composto da sole subunità α, diventa sensibile ad un altro composto che bersaglia anche il recettore A del GABA, la picrotossina.